# Metropolia Fogaraszu i Alba Iulia
Metropolia Fogaraszu i Alba Iulia - metropolia Rumuńskiego Kościoła Greckokatolickiego. W jej skład wchodzą następujące diecezje:
- Archieparchia Fogaraszu i Alba Iulia
  - Eparchia Klużu-Gherli
  - Eparchia Lugoju
  - Eparchia Marmaroszu
  - Eparchia Oradea Mare
  - Eparchia św. Bazylego Wielkiego w Bukareszcie